# Hester’s Way
Hester’s Way lub Hesters Way – dzielnica miasta Cheltenham, w Anglii, w Gloucestershire, w dystrykcie Cheltenham. W 2011 roku dzielnica liczyła 6902 mieszkańców.